# Hofkriegsrat

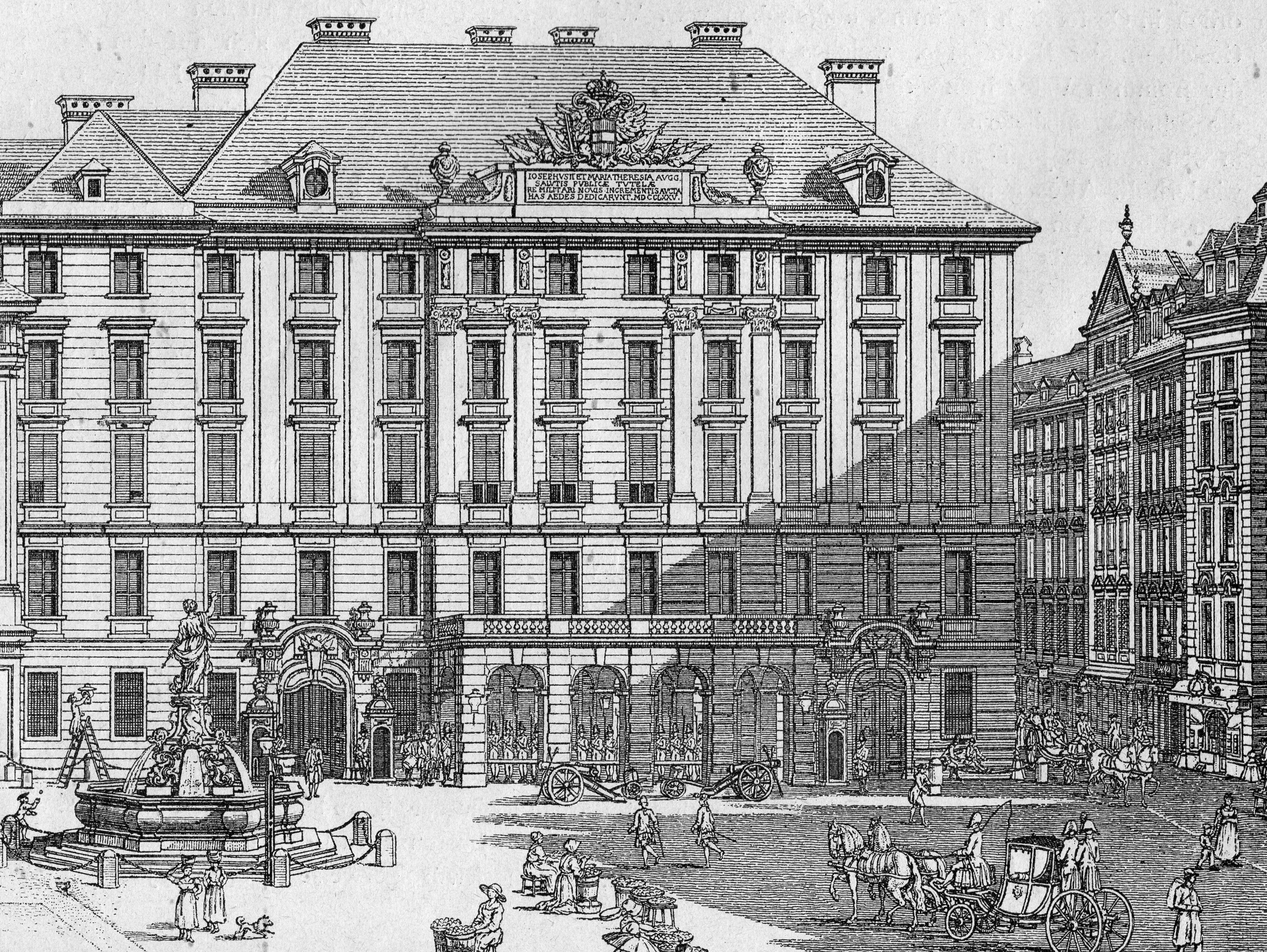
Prédio em Viena, 1775.

O Hofkriegsrat era o Conselho de Guerra da Monarquia de Habsburgo.

## Presidentes
1. Ritter Ehrenreich von Königsberg 1556–1560
2. Gebhard Freiherr von Welzer 1560–1566
3. Georg Teufel, Freiherr von Guntersdorf 1566–1578
4. Wilhelm Freiherr von Hofkirchen 1578–1584
5. David Ungnad, Freiherr von Weißenwolf 1584–1599
6. Melchior Freiherr von Redern 1599–1600
7. Karl Ludwig Graf Sulz 1600–1610
8. Hans Freiherr von Mollard 1610–1619
9. Ritter Johann Kaspar von Stadion 1619–1624
10. Rambold XIII. von Collalto 1624–1630
11. Hans Christoph Freiherr von Löbel 1630–1632
12. Heinrich Graf Schlick 1649–1665
13. Wenzel Fürst Lobkowitz, Herzog von Sagan 1649–1665
14. Annibale (Hannibal) Fürst Gonzaga 1665–1668
15. Raimondo Montecuccoli 1668–1681
16. Herrmann Markgraf von Baden 1681–1691
17. Ernst Rüdiger von Starhemberg 1692–1701
18. Heinrich Graf Mansfeld, Fürst von Fondi 1701–1703
19. Eugen von Savoyen 1703–1736
20. Dominik von Königsegg-Rothenfels 1736–1738
21. Johann Philipp Graf Harrach 1738–1761
22. Leopold Graf Daun 1762–1766
23. Franz Moritz Graf Lacy 1766–1774
24. Andreas Graf Hadik von Futak 1774–1790
25. Michael Joseph Graf Wallis 1791–1796
26. Ferdinand Graf Tige 1796–1801
27. Erzherzog Carl von Österreich 1801–1809
28. Heinrich Graf Bellegarde 1809–1813
29. Karl Philipp Fürst zu Schwarzenberg 1814–1820
30. Heinrich Graf Bellegarde 1820–1825
31. Friedrich Prinz von Hohenzollern-Hechingen 1825–1830
32. Ignaz Graf Gyulay 1830–1831
33. Ignaz Graf Hardegg 1831–1848